# Shenyang Zhongze
Shenyang Zhongze – nieistniejący już chiński klub piłkarski. W swoim ostatnim sezonie grał w China League One.

## Opis
Klub został założony w 2005 lub w 2009 roku. Grał na Shenyang Olympic Sports Center Stadium, ale przedtem drużyna grała na Tiexi Stadium. Po sezonie 2014 ogłoszono rozwiązanie klubu. Ostatni mecz klub rozegrał 1 listopada 2014 roku przeciwko Tianjin Tianhai. Spotkanie zakończyło się bezbramkowym remisem..